# Логор на острву Паг
Логор на острву Паг је један од првих и најзлогласнијих усташких логора и састојао се из два дела: логора Слана и логора Метајна. Формиран је 25. јуна 1941, а распуштен августа исте године кад је Паг предат Италијанима. Прве жртве били су Јевреји из Загреба, а потом су довођени Срби и Јевреји из разних крајева. Усташе су их убијале клањем или бацањем у јаму у пределу Фурнаже. Као један од првих усташких логора, логор на Пагу био је у правом смислу речи кољачка школа у којој су професори били монструозни зликовци.
За непуна три месеца постојања (25. јун 1941 — крај августа 1941) кроз логор Слана је прошло око 16.000 затвореника. Највећи број је побијен (само у Јадовно на погубљење послано је 3.000 Срба), а мањи део упућен у Јасеновац.
Логор Метајни на Пагу је био искључиво за жене и децу, и неутврђен је тачан број жртава.
На острво Паг, у логоре смрти логораши су допремани у великом броју из сабирног логора у Госпићу преко Карлобага, кроз такозвана Велебитска врата.
На прилазу плажи Суха је 7. септембра 1975. године подигнуто спомен-обележје. Током рата у Хрватској спомен-плоча је уништена. Спомен-плоча је обновљена 26. јуна 2010. године, али је после само три дана уништена.
Координација јеврејских општина, удружење „Јадовно 1941“, Савез антифашистичких бораца и Српско народно вијеће, поставили су нову спомен-плочу жртвама Слане и Метајне (деловима комплекса усташког концентрационог комплекса Јадовно) 29. јуна 2013. међутим, у ноћи између 18. и 19. јула 2013., плоча је уништена по трећи пут.
До некадашњег логора Слано је тешко стићи јер до њега нема путева сем козјих стаза које су веома стрме и по искључиво каменитом тлу. Може се доћи након једног сата хода од познате туристичке плаже "Ручица" која се налази код Метајне, крећући се у правцу истока према Велебиту преко поменутих стаза. Остаци логора су још увек видљиви једно стотинак метара узбрдо од увале Слано.